# Зерноїд острівний
Зерноїд острівний (Sporophila bouvronides) — вид горобцеподібних птахів родини саякових (Thraupidae). Мешкає в Південній Америці.

## Опис

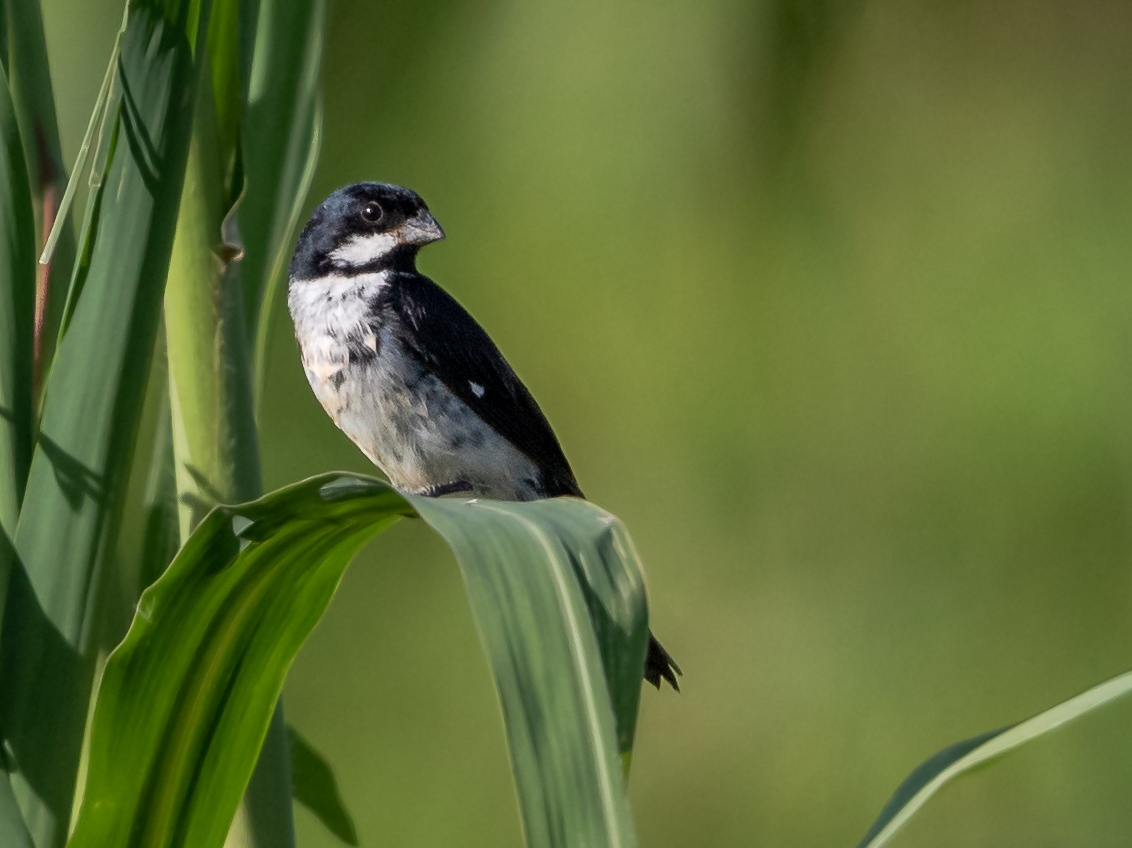
Самець острівного зерноїда

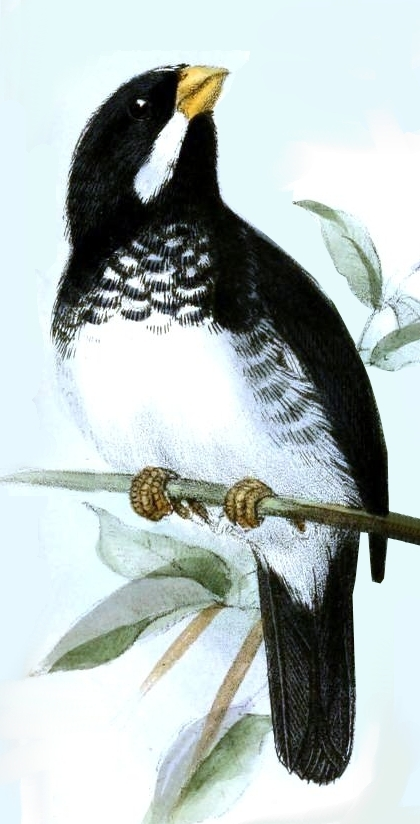
Самець острівного зерноїда (малюнок 1871 року)

Довжина птаха становить 10-11 см, вага 8-11 г. Виду притаманний статевий диморфізм. У самців голова чорна, під дзьобом широкі білі "вуса". Верхня частина тіла сірувато-чорна, нижня частина тіла білувата. Дзьоб і лапи чорні. У самиць верхня частина тіла оливково-коричнева, нижня частина тіла світло-охриста, живіт світліший. Дзьоб тьмяно-жовтуватий.

## Поширення і екологія
Острівні зерноїди гніздяться на півночі Колумбії, Венесуели, Гаяни, Французької Гвіани, Суринаму, на півночі бразильського штату Амапа та на Тринідаді і Тобаго. В грудні частина популяції мігрує на південь до Амазонії, досягаючи східного Еквадору, Перу і північної Болівії, повертаючись назад у червні. Бродячі птахи спостерігалися в Панамі. Острівні зерноїди живуть в чагарникових заростях, на луках і пасовищах, на узліссях тропічних лісів і в заростях поблизу води. Зустрічаються на висоті до 800 м над рівнем моря. Живляться насінням.